# Felicia Elizondo
Felicia Elizondo (San Angelo, 23 de julho de 1946 – São Francisco, 15 de maio de 2021) foi uma mulher transgênero norte-americana com uma longa história de ativismo em prol da comunidade LGBT. Ela era frequentadora assídua da Cafeteria Gene Compton, em São Francisco, durante a rebelião da Cafeteria Compton, um manifesto histórico da comunidade LGBT.

## Primeiros anos
Designado homem ao nascer em San Angelo, no Texas, Elizondo lutou contra bullying, abuso e questões de identidade de gênero. Seu pai, um adestrador de ovelhas, morreu quando ela tinha três anos. Desde os cinco anos, ela sabia que era "diferente". Aos catorze anos, ela se mudou para San Jose, na Califórnia, com um homem gay, e começou a passar um tempo no bairro de Tenderloin, em São Francisco, na adolescência.
Aos dezoito anos, Elizondo entrou para a Marinha dos EUA e se ofereceu como voluntária para servir na Guerra do Vietnã, pensando que seria morta ou conseguiria aceitar sua identidade de gênero: "Se os militares não me transformarem num homem, nada mais vai conseguir." Depois de servir no Vietnã por seis meses, ela confessou que era gay. Ela foi interrogada pelo FBI e recebeu uma dispensa desonrosa em 1965. Mais tarde, conseguiu, com sucesso, a alteração de sua dispensa para honrosa.

## Ativismo e carreira

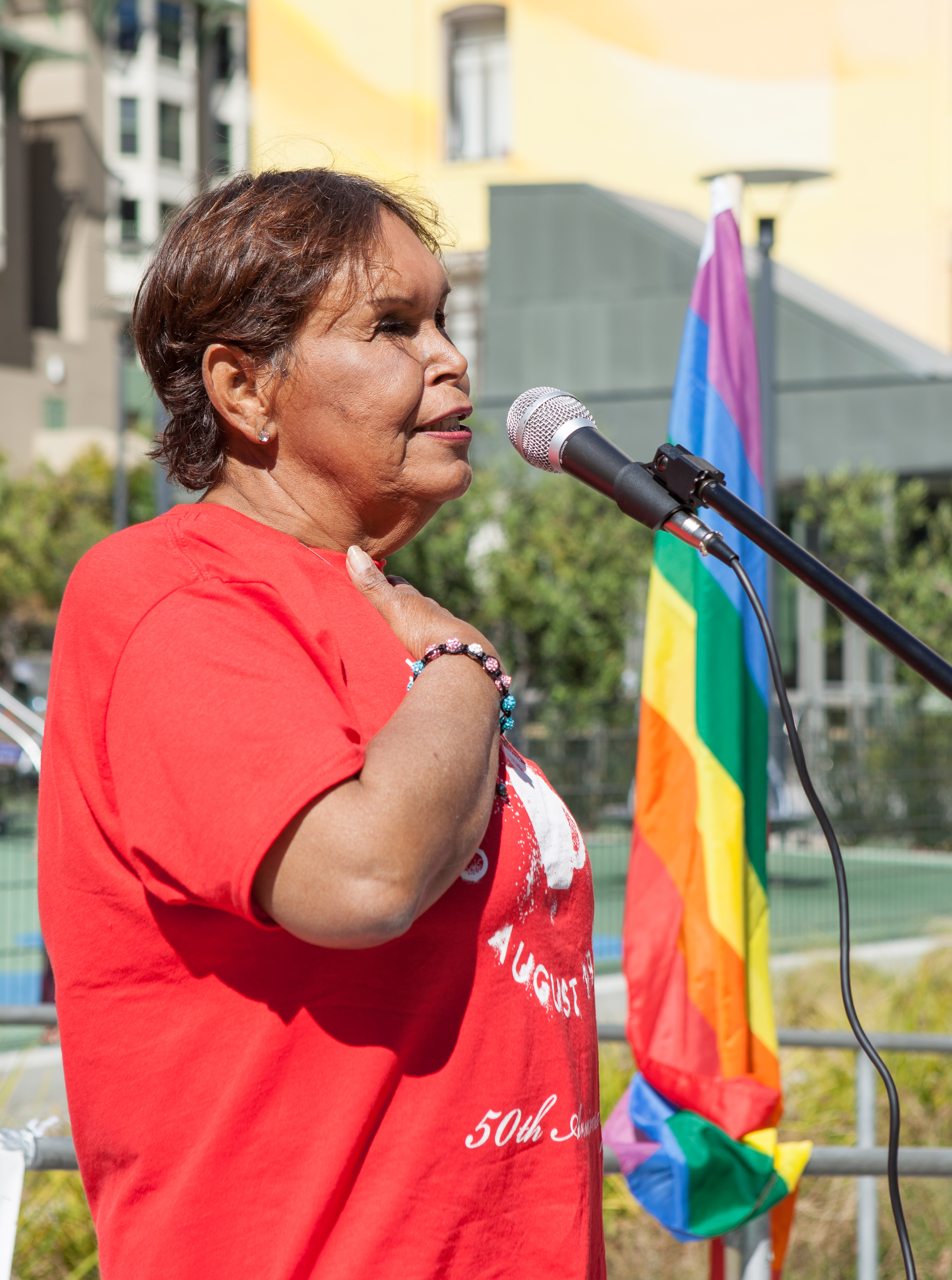
Elizondo falando em um evento em agosto de 2016 em São Francisco

Na década de 1960, Elizondo era cliente da Cafeteria Gene Compton em São Francisco, onde ocorreu o motim da Cafeteria Compton, uma revolta da comunidade LGBT, em 1966, três anos antes dos motins de Stonewall na cidade de Nova Iorque. Ela foi destaque em Screaming Queens: The Riot at Compton's Cafeteria, um documentário de 2005 codirigido e produzido por Susan Stryker e Victor Silverman.
Elizondo fez a transição para o sexo feminino em 1974, enquanto trabalhava como operadora de longa distância. Além disso, trabalhou em vários outros empregos, incluindo recepcionista, escriturária e auxiliar de enfermagem. Também atuou como profissional do sexo por um tempo. Ela se apresentou como drag queen para caridade e em clubes gays sob o nome de Felicia Flames.
Elizondo foi diagnosticada como HIV positiva em 1987. Ela trabalhou para organizações sem fins lucrativos, incluindo PAWS, Shanti Project e a San Francisco AIDS Foundation, que buscam melhorar a qualidade de vida de pessoas que vivem com doenças graves. Ela contribuiu com painéis para o AIDS Memorial Quilt e ajudou a arrecadar fundos para organizações sem fins lucrativos, incluindo o Project Open Hand e o San Francisco LGBT Community Center. Como latina, ela trabalhou com outras mulheres transgênero de cor para combater o racismo na comunidade.
Elizondo mudou-se para São Francisco permanentemente em 1991. Em 2014, ela trabalhou com a supervisora de São Francisco Jane Kim para renomear o quarteirão 100 da Turk Street para Vicki Mar Lane em homenagem à sua falecida amiga, a drag performer Vicki Marlane. Em 2016, ela trabalhou novamente com Kim para renomear o quarteirão 100 da Taylor Street para Gene Compton's Cafeteria Way. Elizondo apareceu em vários eventos em 2016 para comemorar o 50.º aniversário do motim da Compton's Cafeteria.
Elizondo serviu como grande marechal de conquistas vitalícias na Parada do Dia da Libertação Gay de São Francisco de 2015.

## Morte
Elizondo morreu em 15 de maio de 2021, em São Francisco, aos 74 anos.